# Lacenas
Lacenas is een gemeente in het Franse departement Rhône (regio Auvergne-Rhône-Alpes). De plaats maakt deel uit van het arrondissement Villefranche-sur-Saône. Lacenas telde op 1 januari 2022 1.029 inwoners.

## Geografie
De oppervlakte van Lacenas bedroeg op 1 januari 2022 3,36 vierkante kilometer; de bevolkingsdichtheid was toen 306,3 inwoners per km².

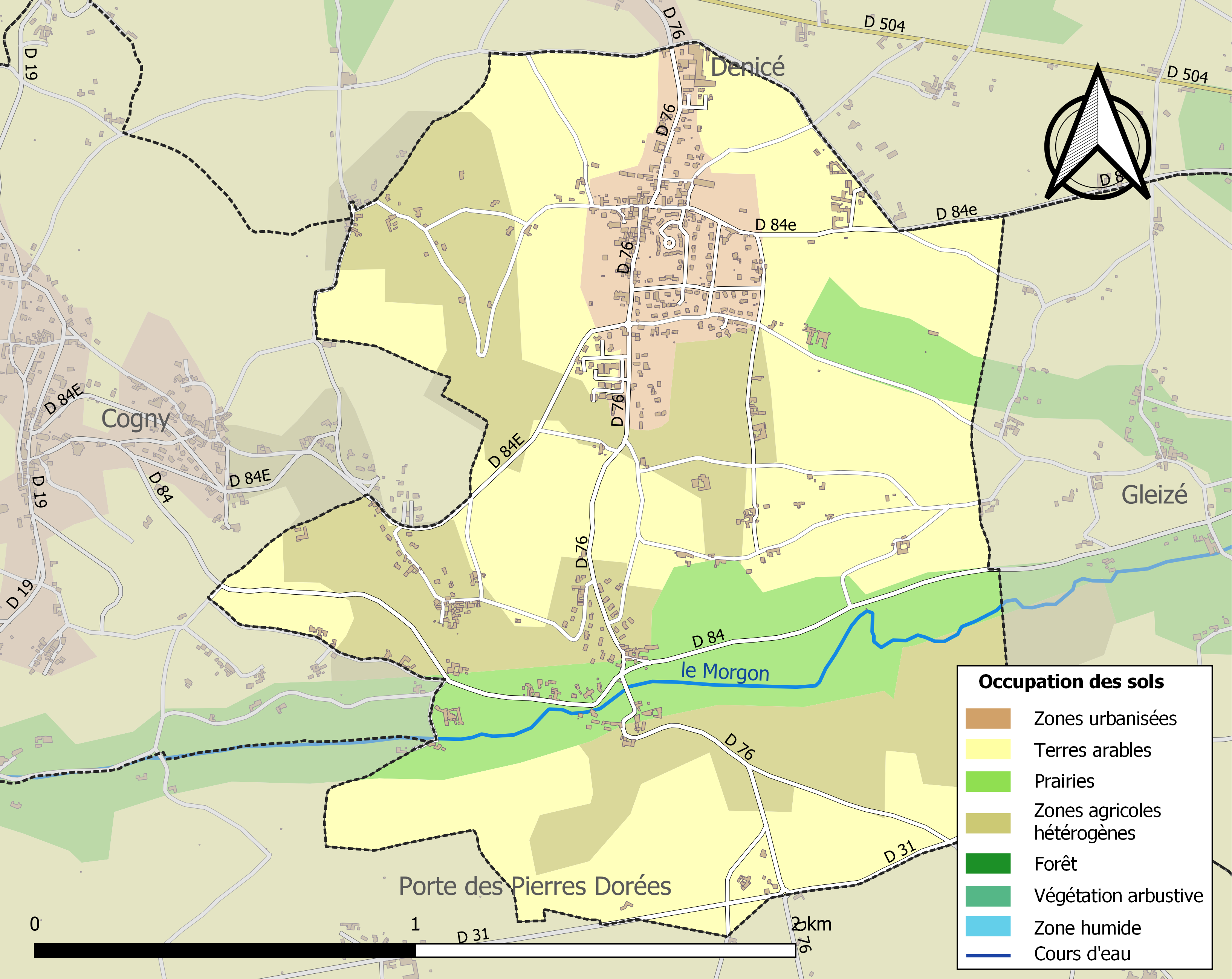
Kaart van de gemeente met de belangrijkste infrastructuur, bodemgebruik en omliggende gemeenten

## Demografie
Onderstaande figuur toont het verloop van het inwonertal (bron: INSEE-tellingen).